# Hapsidophrys
Hapsidophrys este un gen de șerpi din familia Colubridae.

Cladograma conform Catalogue of Life:
| Hapsidophrys | \| \| Hapsidophrys lineatus \| \| \| \| \| \| Hapsidophrys smaragdina \| \| \| \| |
|              | \| \| Hapsidophrys lineatus \| \| \| \| \| \| Hapsidophrys smaragdina \| \| \| \| |
|              | Hapsidophrys lineatus                                                             |
|              |                                                                                   |
|              | Hapsidophrys smaragdina                                                           |
|              |                                                                                   |